# Estación de Villanúa
Villanúa (oficialmente y según Adif, Villanúa-Letranz) es un apeadero ferroviario con parada facultativa situado en el municipio español de Villanúa en la provincia de Huesca, comunidad autónoma de Aragón. Dispone de servicios de Media Distancia operados por Renfe.

## Situación ferroviaria
Se encuentra en curva en el punto kilométrico 211,1 km de la línea férrea que une Zaragoza con la frontera francesa por Canfranc a 1078 metros de altitud. El poste kilométrico señala el km 17,4 al ser ésta la distancia desde Jaca, donde se reinicia el kilometraje. Se sitúa entre la estación de Canfranc y el apeadero de Castiello-Pueblo (el apeadero de Castiello, que está más próximo a Villanúa-Letranz, no presta servicio de viajeros)

## Historia
La estación fue abierta al tráfico el 25 de julio de 1922 con la puesta en marcha del tramo Jaca-Canfranc de la línea que pretendía unir Zaragoza con la frontera francesa. Dicho tramo fue construido por el Estado y explotado desde un primer momento por Norte.
En 1941, la nacionalización del ferrocarril en España supuso la desaparición de las compañías existentes y su integración en la recién creada RENFE. Desde el 31 de diciembre de 2004 Renfe Operadora explota el tráfico ferroviario mientras que Adif es la titular de las instalaciones. 
En 2013, Renfe Operadora cesó en el tráfico de viajeros, quedando sin servicio la estación, hasta su nueva puesta en marcha el 7 de abril de 2019, aunque como apeadero con parada facultativa.

## La estación
Está situado a unos 3 km de la localidad de Villanúa, siendo los últimos 900 m por un camino carretero sin asfaltar. No dispone de aparcamiento.
Existe un andén funcional de reciente construcción con un refugio. La iluminación es por placas solares. La estación no cuenta con máquinas de venta de billetes.
La estación se halla entre dos túneles muy próximos, los núm. 10 y 11, de 394 y 145 m respectivamente. Hoy en día, el antiguo edificio de viajeros y el almacén se hallan abandonados y con su andén impracticable, así como la vía derivada ya desconectada de la red, en la que crecen incluso árboles. En la práctica sólo está operativa una vía y su andén.
En 2022 Adif ha licitado la renovación integral del tramo ferroviario Jaca-Canfranc, tramo al que pertenece la estación. Las actuaciones específicas en la estación se completan con la mejora del acceso al recinto y el tapiado y desescombrado del antiguo edificio de viajeros.

## Servicios ferroviarios

### Media Distancia
Los trenes de Media Distancia operados por Renfe tienen como principales destinos Zaragoza, Huesca, Jaca y Canfranc. El servicio se presta con trenes TRD de la serie 594 de Renfe, reformados.
| Línea MD | Trenes   | Origen/Destino    |  | Destino/Origen |
| -------- | -------- | ----------------- |  | -------------- |
| 56       | Regional | Zaragoza-Delicias |  | Canfranc       |